# Altavilla Monferrato
Pour les articles homonymes, voir Altavilla (homonymie) et Monferrato.
Altavilla Monferrato (Hauteville-de-Montferrat en français) est une commune italienne de la province d'Alexandrie dans la région Piémont en Italie.

## Administration

### Liste des maires
| Période                                  | Période | Identité | Étiquette | Qualité |
| ---------------------------------------- | ------- | -------- | --------- | ------- |
|                                          |         |          |           |         |
| Les données manquantes sont à compléter. |         |          |           |         |

### Jumelage
- Hauteville (Savoie)  (France) depuis 2000[2]

### Communes limitrophes
Casorzo, Felizzano, Fubine, Montemagno, Viarigi, Vignale Monferrato